# Partit Socialdemòcrata (Benín)
El Partit Social-Demòcrata (francès: Parti Social-Démocrate) és un partit polític de Benín. El seu candidat a les eleccions presidencials del 4 i 18 de març del 2001, Bruno Amoussou, va guanyar el 8,6% del vot popular a la primera volta i el 15,9% a la segona. La segona volta va ser boicotejada pels principals contrincants. A les últimes eleccions legislatives, al 30 de març del 2003, el partit era membre del Moviment Presidencial, l'aliança de partidaris de Mathieu Kérékou. Va co-establir dins d'aquest Moviment la Unió pel Futur Benín, que va guanyar 31 dels 83 escons. El partit va guanyar a les eleccions presidencials del 5 de març del 2006 el 16,29% dels vots pel seu candidat Bruno Amoussou.